# Lammassaari (ö i Kymmenedalen, Kouvola, lat 61,15, long 26,42)
Lammassaari är en ö i Finland. Den ligger i sjön Karijärvi och i kommunen Kouvola i den ekonomiska regionen  Kouvola ekonomiska region  och landskapet Kymmenedalen, i den södra delen av landet, 130 km nordost om huvudstaden Helsingfors. Öns area är 20,9 hektar och dess största längd är 0,7 kilometer i nord-sydlig riktning.